# 小山田英治
小山田 英治（おやまだ えいじ）は、同志社大学大学院グローバル・スタディーズ研究科教授。

## 人物・経歴
1991～2001年：国連開発計画東京事務所。2002～2003年：国際連合東ティモール・ミッション事務総長特別副代表補佐官。2003～2007年世界銀行ジャカルタ事務所ガバナンスアドバイザー、2004・2005年国際連合パレスチナ選挙支援ユニット西岸地区マネージャー。2000年よりフィリピン大学院開発マネジメント研究科客員助教授、ガジャ・マダ大学平和・紛争解決センター客員教授（2000-2003）、社会政治学研究科客員教授（2005-10）、パラマディナ大学国際協力センター長・教授（2005-2010）。2010年：同志社大学大学院グローバル・スタディーズ研究科准教授。2011年同大学院教授。2017年ケンブリッジ大学大学院国際開発問題研究センター客員フェロー。
2014～2023年日本国際連合学会理事。2023年～国際開発学会常任理事。2021年日本国際開発学会特別賞受賞。専門は、国際開発学、開発政治学、国際協力論。

## 著作

### 著書・編著
- 『猛威を振るうストロングマン：ガバナンス改革と権威主義の再興隆』（外山文子・岩坂将充との共著）明石書店 2025年
- 『開発政治学と持続可能な開発－途上国のガバナンス制度化の総合的考察』（杉浦功一・木村宏恒と共著）晃洋書房 2025年
- 『東南アジアにおける汚職取締の政治学』（外山文子と共編著）晃洋書房 2022年
- 『開発と汚職: 開発途上国の汚職・腐敗との闘いにおける新たな挑戦』明石書店 2019年

- 『開発政治学を学ぶための61冊: 開発途上国のガバナンス理解のために』（金丸裕志, 杉浦功一と共編著）明石書店 2018年

### 訳書
- 国連ボランティア計画編『平和のつくり方 : 紛争地帯の国連ボランティア』清流出版 1999年

### 監訳
- クレイグ・マーフィー著『国連開発計画〈UNDP〉の歴史 : 国連は世界の不平等にどう立ち向かってきたか』（峯陽一と監訳）明石書店 2014年